# Tz (journal)
Le Tageszeitung, en abrégé tz, est un journal quotidien régional allemand diffusé à Munich et en Haute-Bavière.

## Histoire
Tz est fondé en 1968 en tant que ramification du Munich Merkur, le tabloid se présente comme « le journal chic de Bavière ». De 1968 à 1970, le journaliste Erich Helmensdorfer, également connu pour ses programmes télévisés, est le premier rédacteur en chef du journal. Le tz est principalement en concurrence avec Abendzeitung, le tabloïd de Süddeutscher Verlag, mais aussi l'édition munichoise de Bild d'Axel Springer. Le journal, qui, comme le Merkur, est fabriqué dans le bâtiment de presse de la Bayerstrasse, coûte à l'origine 20 pfennigs.
En 1982, tz est acquis par l'éditeur westphalien Dirk Ippen comme une partie de Münchner Zeitungverlag.
En juin 2006, une version Internet du journal est mise en ligne sous le nom de tz Live. En février 2008, un site auparavant statique devient le portail multimédia d'actualités tz-online.de. Le site est disponible sur tz.de depuis le 4 décembre 2013 et s'adapte aux exigences de l'Internet mobile en termes de design et de technologie. Le portail est alimenté quotidiennement par sa propre rédaction en ligne des dernières actualités. L'accent thématique est mis sur les nouvelles locales de Munich et de la région de Haute-Bavière ainsi que sur les sujets sportifs et tabloïd. Le site d'information tz.de a été consulté 40 806 290 fois par mois en 2013 et atteint 6 339 913 visiteurs, dont 1 350 000 utilisateurs uniques. Cela plaça tz.de à la 19e place parmi les 50 plus grands sites Web d'information allemands.
En 2016, l'éditeur Ippen décide de fusionner les rédactions locales de tz et Münchner Merkur. La décision est justifiée par la direction en réaction à une baisse massive des suppléments et des publicités, mais est critiquée par l'Association des journalistes bavarois (de) notamment, car elle entraîne une perte de pluralité journalistique et de diversité journalistique. En 2018, l'étape suivante consiste à fusionner les deux journaux d'Ippen avec la création d'un Merkur tz Redaktions GmbH et la fusion des rédacteurs sportifs de Münchner Merkur et tz.

## Actionnaires
- Oberbayerisches Volksblatt : 29,2 %
- Westfälischer Anzeiger (Hamm) : 26,4 %
- Magdalene Ippen : 24,99 %
- Süddeutscher Verlag GmbH : 12,5 %
- Verleger Alfons Döser : 6,9 %